# John Dyer
John Dyer (ur. 1699, zm. 1757) – walijski duchowny anglikański, malarz i poeta, który pisał w języku angielskim.

## Życiorys
John Dyer urodził się w Aberglasney, w Carmarthenshire, w roku 1699 (lub 1700). Został wysłany do Westminster School. Miał zostać prawnikiem, ale po śmierci ojca rozpoczął studia w dziedzinie malarstwa. Wędrował po południowej Walii, szkicując krajobrazy i rysując portrety. Równocześnie zajął się poezją. W 1741 roku został ordynowany na pastora Kościoła Anglikańskiego. Sprawował funkcje duszpasterskie w Calthorp w Leicestershire oraz w Belchford (1751), Coningsby (1752) i Kirby-on-Bane (1756) w Lincolnshire. W 1741 roku ożenił się z kobietą, będącą rzekomo potomkinią brata Williama Szekspira. John Dyer zmarł na gruźlicę w Coningsby.

## Twórczość
Wydał poemat opisowy Grongar Hill (1726), porównywany z dziełem Alexandra Pope'a Windsor-Forest, wyróżniający się życiem i ciepłem oraz odczuciem piękna gór, dydaktyczny poemat białym wierszem The Fleece (1757), który, obok komicznej pochwały angielskiego przemysłu wełnianego, zawiera pełne powabu obrazki realistyczne z życia pasterzy, The Ruins of Rome (1740), Poems, i inne.